# Saison 2009 des Braves d'Atlanta
La Saison 2009 des Braves d'Atlanta est la 138e saison professionnelle pour cette franchise (133e en Ligue majeure) et la 44e depuis son déménagement à Atlanta.

## Intersaison

### Arrivées
- Kenshin Kawakami, lanceur partant en provenance des Chunichi Dragons (NPB.
- Derek Lowe, lanceur partant en provenance des Dodgers de Los Angeles.
- Javier Vázquez, lanceur partant en provenance des White Sox de Chicago.
- Eric O'Flaherty, lanceur de relève en provenance des Mariners de Seattle.
- Garret Anderson, joueur de champ gauche en provenance des Angels de Los Angeles d'Anaheim.
- Greg Norton, joueur d'utilité en provenance des Mariners de Seattle.
- David Ross, receveur des Red Sox de Boston.

### Départs
- Mike Hampton, lanceur partant chez les Astros de Houston.
- Elmer Dessens, lanceur de relève chez les Mets de New York.
- Jorge Julio, lanceur de relève chez les Brewers de Milwaukee.
- Will Ohman, lanceur de relève chez les Dodgers de Los Angeles.
- Julián Tavárez, lanceur de relève chez les Nationals de Washington.
- John Smoltz, lanceur chez les Red Sox de Boston.
- Jeff Ridgway, lanceur de relève, agent libre.
- Blaine Boyer, lanceur de relève chez les Cardinals de Saint-Louis (20 avril).
- Corky Miller, receveur chez les White Sox de Chicago.
- Rubén Gotay, joueur de deuxième base chez les Diamondbacks de l'Arizona.
- Brent Lillibridge, arrêt-court chez les White Sox de Chicago.
- Josh Anderson, joueur de champ centre chez les Tigers de Détroit.

### Grapefruit League
Basés au Champion Stadium, Lake Buena Vista à Walt Disney World Resort en Floride, le programme des Braves comprend 33 matches de pré-saison entre le 25 février et le 2 avril.
La pré-saison s'achève par deux matches, les 3 et 4 avril, face aux Tigers de Detroit au Turner Field.
En excluant les rencontres face à l'équipe du Panama (victoire 11-2) et du Venezuela (victoire 8-4), les Braves affichent un bilan de pré-saison de 21 victoires pour 12 défaites, soit la 2e performance sur 16 en Grapefruit League et la 2e sur 16 pour une franchise de la Ligue nationale.

## Saison régulière

### Classement
| Ligue nationale (Division Est) | V  | D   | %    | GB |
| ------------------------------ | -- | --- | ---- | -- |
| Phillies de Philadelphie       | 93 | 69  | .574 | -- |
| Marlins de la Floride          | 87 | 75  | .537 | 6  |
| Braves d'Atlanta               | 86 | 76  | .531 | 7  |
| Mets de New York               | 70 | 92  | .432 | 23 |
| Nationals de Washington        | 59 | 103 | .364 | 34 |

### Résultats
L'ouverture a lieu à Philadelphie le 5 avril face aux Phillies de Philadelphie, tenants du titre. Cette rencontre est le match inaugural de la saison.